# De Nieuwe
De Nieuwe was een Vlaams links-flamingantisch opinieweekblad, dat van 1964 tot 1984 verscheen.

## Ontstaan
Het blad werd in 1964 opgericht door Mark Grammens. Hij was voorheen politiek redacteur van het opinieblad De (Vlaamse) Linie, dat uitgegeven werd door de jezuïeten. De Linie was echter in 1964 failliet gegaan. Het eerste nummer van De Nieuwe verscheen op Goede Vrijdag 3 april 1964 ter opvolging van De Linie. De redactie was in Brussel gevestigd.
De eerste jaargangen werden op groot krantenformaat gedrukt (54 x 37 cm). Vanaf jaargang vijf (nr. 192 van 1 december 1967) verkleinde het formaat naar 18 x 25 cm. Vanaf jaargang acht (nr. 302 dd. 9 januari 1970) veranderde het formaat nogmaals naar 20,5 x 29,5 cm. Vanaf jaargang 21 (nr. 851 dd. 18 juli 1980) wijzigde het formaat een laatste keer naar 22,5 x 31 cm.
BELGA. In Memoriam Mark Grammens, in: 

## Strekking
De Nieuwe was het zusterblad van het maandblad Tijdschrift voor Diplomatie, dat in september 1974 door Grammens was opgericht. Beide bladen werden uitgegeven door De Nieuwe Pers, een naamloze vennootschap die op 9 maart 1964 was opgericht door Grammens, J. Lauwers, F. de Bisschop, H. van Hilst, A. Duchateau, S. Verrept en anderen. De titel van het blad werd lange tijd consequent met kleine letters geschreven, ook op de covers van het blad.
De Nieuwe verzette zich tegen de Vietnam-oorlog en kwam op voor de dekolonisatie van onder andere Angola. Het weekblad speelde in de periode 1977-1978 ook een vooraanstaande rol in het verzet tegen het Egmontpact. "Hoofdredacteur Grammens, en bijgevolg het weekblad De Nieuwe, was 'progressief maar preuts'".
Onder meer cartoonist Gerard Alsteens (Gal) en schrijfster Brigitte Raskin begonnen er hun carrière. GAL verzorgde een tijdje de lay-out en was tot op het einde tekenaar bij het weekblad. Zijn schoonzus Raskin was van 1971 tot 1976 journaliste en redactiesecretaresse en bleef daarna geregeld voor het blad schrijven. In 1971 hernam Johan Anthierens in De Nieuwe zijn autobiografische column ‘De dingen van het leven’ waarin hij schreef over confidenties uit zijn privéleven. Maar omdat hoofdredacteur Mark Grammens niet hield van in detail uitgesmeerde persoonlijke ontboezemingen in zijn blad, moest Anthierens al na enkele maanden opstappen waarna hij solliciteerde voor een job bij weekblad Knack.  In 1974 was Karel Anthierens, broer van Johan, korte tijd hoofdredacteur.
"Ik kan er wel, uit ervaring, van meespreken dat generaties Vlamingen door de nieuwe (sic) zijn opgevoed tot maatschappelijke mondigheid en hun denkbeelden week in, week uit afgedrukt zagen in tekeningen en zo een waardevolle en onverwoestbare bagage meekregen voor het vervolg van hun leven. Vietnam, Chili, de Derde en de héle wereld werden voor ons door GAL in kaart gebracht," schreef Raskin in 1998 over de invloed van de De Nieuwe op de Vlaamse samenleving.
"In wezen is tot nog toe De Nieuwe de enige ernstige poging geweest om buiten de verzuiling -- die nog flink doorwerkt, zowel in de rode als de atheïstische, zowel in de klerikale als in de flamingantische kapelletjes -- de wekelijkse actualiteit te verwerken," schreef schrijver en recensent Leo Geerts in 1993.

## Financiële problemen
In september 1980 waren er sterke geruchten dat de Leuvense linkse uitgeverij Kritak het blad zou overnemen van NV De Nieuwe Pers, die toen al enkele jaren in de rode cijfers zat. De overname ging uiteindelijk niet door. Oprichter Grammens stapte wel op bij De Nieuwe. Zijn politieke voorkeur begon steeds meer naar extreemrechts te neigen. Hij werd als hoofdredacteur opgevolgd door Piet de Moor. In september 1983 werd het kapitaal van de uitgeverij verhoogd met 10 miljoen Belgische frank, waarmee het bedrijfskapitaal op 12 miljoen BEF kwam, voldoende om het weekblad zijn twintigste verjaardag te laten overleven. Het kapitaal werd echter nooit volstort, waardoor het blad opnieuw diep in de rode cijfers dook. Begin 1984 werd een groep rond Volksunie kopman Hugo Schiltz bereid gevonden financieel bij te springen, zodat een faillissement vermeden kon worden. De redactie kon zich echter niet verzoenen met de wens van de nieuwe geldschieters om een grotere invloed op de redactionele lijn te verkrijgen. Op 1 april 1984 nam de vijfkoppige kernredactie (Piet de Moor, Paul Depondt, GAL, Jozef Schildermans en Peter Vanhoutte) daarom collectief ontslag. Het laatste nummer van De Nieuwe verscheen op 2 april 1984.